# 安粉蚧属
安粉蚧属（学名：Anaparaputo）是粉介壳虫科下的一个属。

## 下属物种
本属包括以下物种：
- 安粉蚧 Anaparaputo liui Borchsenius, 1962，刘氏安粉蚧